# Zajameczne
Zajameczne (biał. Заямачнае, ros. Заямочное) – wieś na Białorusi, w obwodzie mińskim, w rejonie mińskim, w sielsowiecie Łochowska Słoboda.